# 요시카와코엔역
요시카와코엔역(일본어: 葭川公園駅, よしかわこうえんえき 요시카와코엔에키[*])은 일본 지바현 지바시 주오구에 있는 지바 도시 모노레일 1호선의 역이다.

## 역 구조
섬식 승강장 1면 2선의 고가역이다. 역무원이 배치되어 있다.

### 승강장
| 1 | 1호선 | 겐초마에 방면         |
| 2 | 1호선 | 지바・지바미나토 방면 |

## 역 주변
지바 시 중심가의 중앙부에 있는 역이지만 개통 연도가 더딘 철도 주요역에서 1호선의 편리성 문제도 있는 지명도는 낮고 중앙 지구의 상업지에 인접하고 있다. 역의 직하에는 요시 강이 흐르는 요시카와 공원이 있다.
요시카와 공원 동쪽 요시카와 공원 앞 사거리 주오 2초메 버스 정류장이 있다. 지바 역 사이에는 지바 중앙 버스, 고미나토 철도 등의 노선 버스가 다수 운행 중이며 이 구간의 운임은 모노레일이 200엔인 것에 대하여 100엔(현금, IC카드만)이 싸다.
동쪽의 주오 2초메에서 3초메(지바추오 건물 2호관으로 지바 파르코 사이에서 히가시카나 길)까지 지바긴자 거리가 있다. 음식점, 전문점 등이 있는 중심부형 상점가이다.

### 주오 1초메
- 리소나 은행 지바 지점
- 중앙 공원
- 훼미리마트 지바추오 1초메점
- 지바추오 건물 1호관
  - 미쓰이 가든 호텔 치바
  - 베이FM 구 본사

### 주오 2초메
- 지바추오 건물 2호관
  - 지바 은행 중앙 지점
  - 지바 시 문화 센터
  - 지바 시 관광 협회
  - 지바 현 상공 회의소 연합회
  - 지바 상공회의소
  - 지바 시민 활력 창조 플라자
- 지바 파르코(옛 타바타 백화점)
  - 세이유 지바 파르코점
  - 캔두 치바점
  - 스타벅스 지바 파르코점
  - 무인양품 지바 파르코점
  - 무라사키 스포츠 지바 파르코점
  - ABC마트 지바 파르코점
  - 개조사 서점 지바 파르코점
  - 시마무라 악기 지바 파르코점
  - 타워 레코드 지바점
- 요쓰야 학원 지바 학원
- 지바 금고 본점
- 세븐 일레븐 지바추오 2초메점
- 와카바 우체국(유초 은행 와카바점 병설)

### 주오 3초메
- 지바 시 주오 구청
- 지바 시 미술관
- 지바 극장(영화관)
- 세븐 일레븐 지바추오 3초메점
- 데일리 야마자키 지바추오 3초메점
- 지바 센트럴 타워

### 주오 4초메
- Qiball
- 지바 시 과학관
- 지바 제2 지방 합동청사
  - 지바 지방 검찰청
  - 지바 구 검찰청
  - 지바 지방 법무국 분실
  - 지바 노동국
  - 지바 근로 기준 감독서
  - 기타칸토 방위국 지바 방위 사무소

### 혼치바초
- 게이세이 전철 지바추오 역 - 도보로 약 5분.

### 후지미 2초메
- 세븐 일레븐 지바후지미점

## 역사
- 1999년 3월 24일: 영업 개시.
- 2009년 3월 14일: PASMO 도입.

## 인접역
| 지바 도시 모노레일 1호선 | 지바 도시 모노레일 1호선 | 지바 도시 모노레일 1호선 |
| ------------------------ | ------------------------ | ------------------------ |
| 사카에초 지바미나토 방면 |                          | 겐초마에 겐초마에 방면   |